# Ytterenhörna församling
Ytterenhörna församling var en församling i Strängnäs stift och i Södertälje kommun i Stockholms län. Församlingen uppgick 1948 i Enhörna församling.

## Administrativ historik
Församlingen har medeltida ursprung under namnet Tuna Enhörna församling.
Församlingen utgjorde till 1405 ett eget pastorat för att därefter bilda pastorat med Överenhörna församling där Överenhörna församling var moderförsamling till 1 maj 1920. Församlingarna uppgick 1948 i Enhörna församling.

## Organister och klockare
| Ämbetstid | Namn              | Levnadstid | Kommentarer         |
| --------- | ----------------- | ---------- | ------------------- |
| 1672-1689 | Erik Eriksson     |            | Klockare            |
| 1690-1697 | Olof Månsson      |            | Klockare            |
| 1698-1709 | Anders            |            | Klockare            |
| 1711-1712 | Lars              |            | Klockare            |
| 1721-1723 | Erik Jonsson      |            | Klockare            |
| 1730      | Anders Eriksson   |            | Klockare            |
| 1742-1749 | Daniel Danielsson |            | Klockare            |
| 1750-1767 | Daniel Next       | 1707-1767  | Klockare            |
| 1768-1807 | Petter Next       |            | Klockare            |
| 1808-1820 | G. A. Adler       |            | Klockare och lärare |

## Kyrkor
- Ytterenhörna kyrka